# حديقة حيوانات برونكس

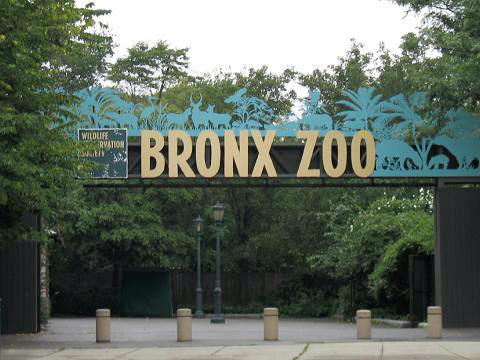
مدخل بوابة آسيا، وهي إحدى بوابات حديقة برونكس.

حديقة حيوانات برونكس هي حديقة عامة تقع ضمن منتزه برونكس في حي برونكس في مدينة نيويورك. وهي أكبر حديقة حيوانات عاصمية (ضمن مدينة كبيرة) في الولايات المتحدة الأمريكية، وذلك بمساحتها البالغة 1.14 كيلومتر مربع من أراضي التنزه والمواطن الطبيعية التي يَتدفق عبرها نهر برونكس.
حديقة حيوانات برونكس هي جزء من اتحاد كامل لأربع حدائق حيوانات ومعرض مائي واحد (أكواريوم) تديرهم جمعية إنماء الحياة البرية ويُفوضهم اتحاد حدائق الحيوانات والمعارض المائية. واليوم، تتضمن هذه الحديقة 4,000 حيوان و650 نوعاً.

## التاريخ

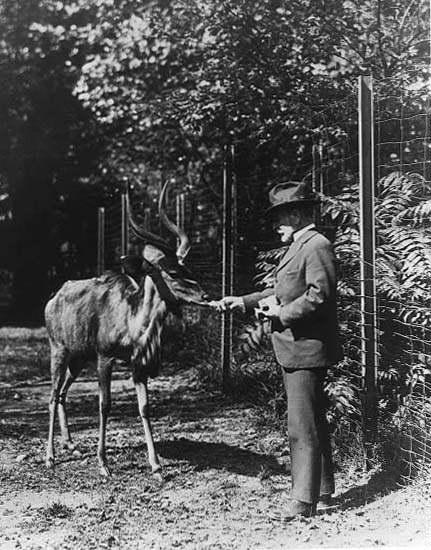
أول مديري الحديقة "وليام تمبل هوناديي" يُطعم كودو أعظماً عام 1920.

كانت تملك جامعة فوردهام معظم الأراضي التي أصبحت الآن حديقة حيوانات برونكس وحديقة نيويورك النباتية. فقد باعت جامعة فوردهام هذه الأراضي لمدينة نيويورك مقابل 1,000 دولار فقط بما أنها ستسخدم لإنشاء حديقتين طبيعيتين، وذلك بهدف الحصول على حاجز طبيعيّ يَفصل بين أراضي الجامعة وامتداد المدينة الذي كان يَقترب منها شيئاً فشيئاً. حددت ولاية نيويورك خلال ثمانينيات القرن التاسع عشر هذه الأراضي بأنها ستطوّر مستقبلاً إلى منتزهات طبيعية. وفي عام 1895، أعطت ولاية نيويورك الضوء الأخضر لـ«جمعية نيويورك الحيوانية» (التي أطلق عليها لاحقاً جمعية إنماء الحياة البرية) لإنشاء وتأسيس حديقة حيوانات في المنطقة.
فتحت هذه الحديقة (التي كانت تسمى في الأصل «حديقة نيويورك الحيوانية») أبوابها للعامة في الثامن من تشرين الثاني (نوفمبر) عام 1899، وقد كانت تتضمن آنذاك 843 حيواناً و22 معرضاً. كان أول مدير للحديقة هو وليام تمبل هوناديي، وقام المعماريان «هييْنز ولافريج» بتصميم الأبنية الدائمة الأصلية في الحديقة كسلسلة من السراديق من طراز «الفن المعماري الجميل» مجمعة حول بركة دائرية كبيرة لأسود البحر.
فتحت الحديقة في تشرين الثاني (نوفمبر) عام 2006 حمامات عامة جديدة خارج بوابة نهر برونكس. وحسب الشركة التي بنت المراحيض التي كانت الحديقة قد اختارتها، فإنها ستتمكن من خدمة نصف مليون شخص وتوفير 3,800,000 لتر من الماء كل عام.

## العرض والحيوانات

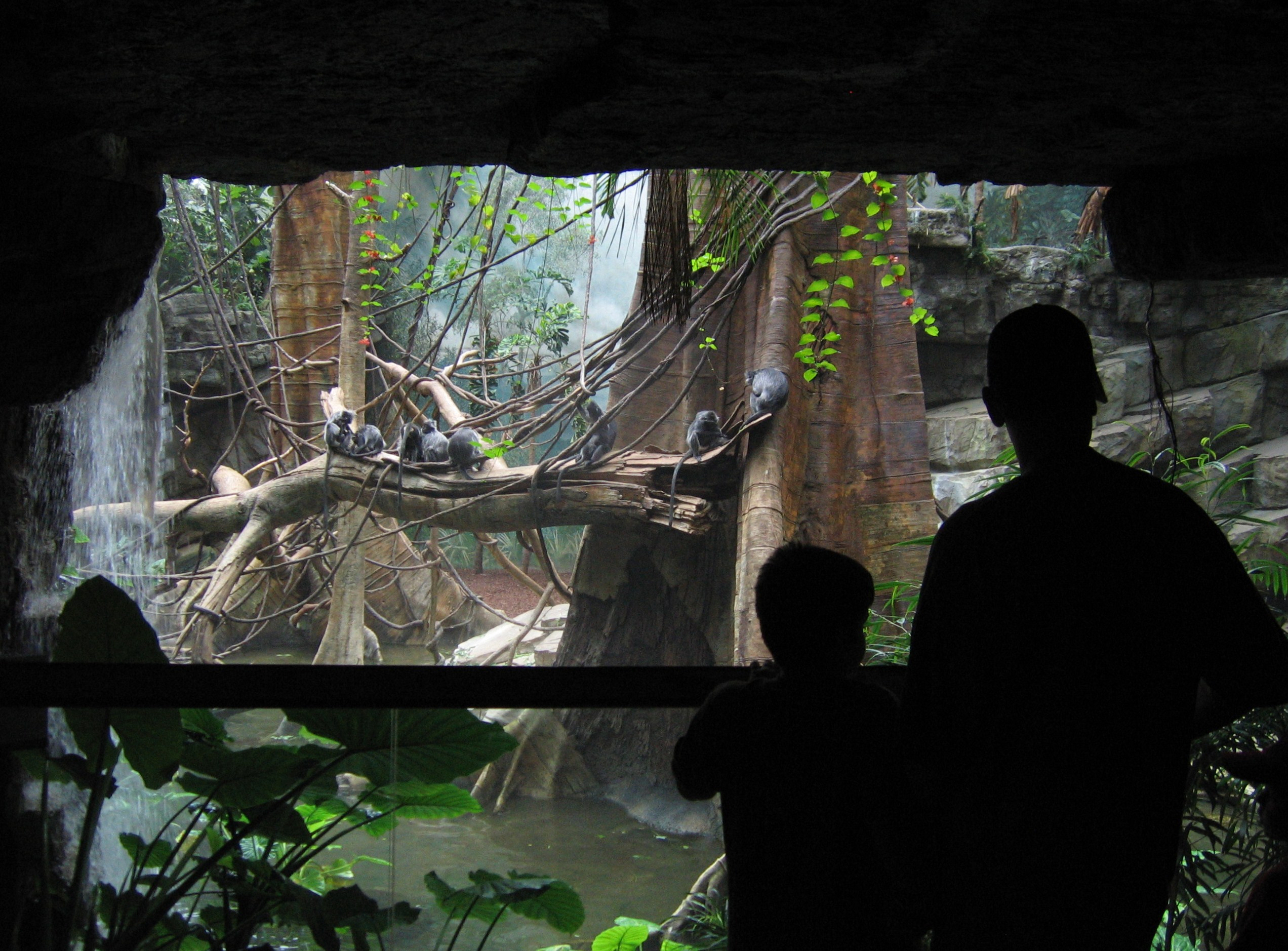
قرد الأوراق الفضي في حديقة برونكس.

في عام 2010 كانت حديقة حيوانات برونكس موطناً لـ4,000 حيوان و650 نوع، والعديد منها معرضة للخطر أو مُهددة بالانقراض. رتبت ونظمت بعض معارض حديقة برونكس - مثل «عالم الطيور» و«عالم الزواحف» - حسب التصنيف العلمي، في حين أن أخرى - مثل «السهول الإفريقية» و«برية آسيا» - مرتبة حسب التوزيع الجغرافي.

### معارض الهواء الطلق
يُتيح معرض «السهول الإفريقية» للزوار المشي قرب الأسود واللقالق والحمير الوحشية، إضافة إلى مشاهدة قطعان من الغزلان تتشارك منطقتها مع النيالا والكلاب الإفريقية البرية. علاوة على هذا، توجد زرافات تججول في الجوار، ويُمكن رؤية الكلاب البرية عن قرب من جناح عرض مغطى بالزجاج. وُلدت ثلاثة أشبال للأسود في كانون الثاني (يناير) عام 2010 وأقامت في معرض «السهول الإفريقية». تتعاون حديقة حيوانات برونكس مع مؤسسة أخرى لإقامة مباريات ومنافسات لتسمية الحيوانات حديثة الولادة، فتقيم تصويتاً يُشارك به العامة لاختيار أسماء حيوانات الحديقة.